# Kutjevo
Kutjevo er en by i det østlige Kroatien, med et indbyggertal (pr. 2001) på ca. 7.500. Byen ligger i området Slavonien.
45°26′N 17°53′Ø / 45.433°N 17.883°Ø